# Élections cantonales françaises de 1886
Des élections cantonales se sont déroulées en France les 1er et 8 août 1886.

## Tableau récapitulatif des résultats
| Partis politiques ou coalitions | Partis politiques ou coalitions | Sortants | Premier tour | Second tour | Total | Total |
| Partis politiques ou coalitions | Partis politiques ou coalitions | Sortants | Sièges       | Sièges      | Total | Total |
| ------------------------------- | ------------------------------- | -------- | ------------ | ----------- | ----- | ----- |
|                                 | Républicains modérés            | 1 002    | 843          | 144         | 987   | 15    |
|                                 | Monarchistes                    | 432      | 408          | 41          | 449   | 17    |
|                                 |                                 |          |              |             |       |       |
| Total                           | Total                           | 1 434    | 1 251        | 187         | 1 436 |       |

## Gains de conseils généraux
| Partis politiques ou coalitions | Partis politiques ou coalitions | Présidences sortantes | Présidences élues | Total | Total |                      |    |    |    |   |
| ------------------------------- | ------------------------------- | --------------------- | ----------------- | ----- | ----- | -------------------- | -- | -- | -- | - |
| Partis politiques ou coalitions | Partis politiques ou coalitions | Présidences sortantes |                   | Total | Total | Républicains modérés | 79 | 77 | 77 | 2 |
|                                 | Monarchistes                    | 11                    | 13                | 13    | 2     |                      |    |    |    |   |
|                                 |                                 |                       |                   |       |       |                      |    |    |    |   |
| Total                           | Total                           | 90                    | 90                | 90    |       |                      |    |    |    |   |

Les républicains, de toutes nuances, dirigeaient 79 conseils avant le scrutin.
Ils en perdent deux : La Sarthe et la Mayenne.
Les monarchistes dirigent 13 départements :
1. La Charente
2. Les Côtes-du-Nord
3. L'Eure
4. Le Gers
5. L'Indre
6. La Loire-Inférieure
7. Le Maine-et-Loire
8. La Mayenne
9. Le Haute-Marne
10. Le Morbihan
11. L'Orne
12. La Sarthe
13. La Vendée

### Sources et bibliographie
- L'Ouest-Éclair
- Le Temps
- Le Radical
- André Daniel, « L'Année politique 1886 » , sur Gallica, 1887 (consulté le 27 avril 2024)